# El Hadjeb
El Hadjeb è un comune dell'Algeria, situato nella provincia di Biskra.